# Shōdoshima

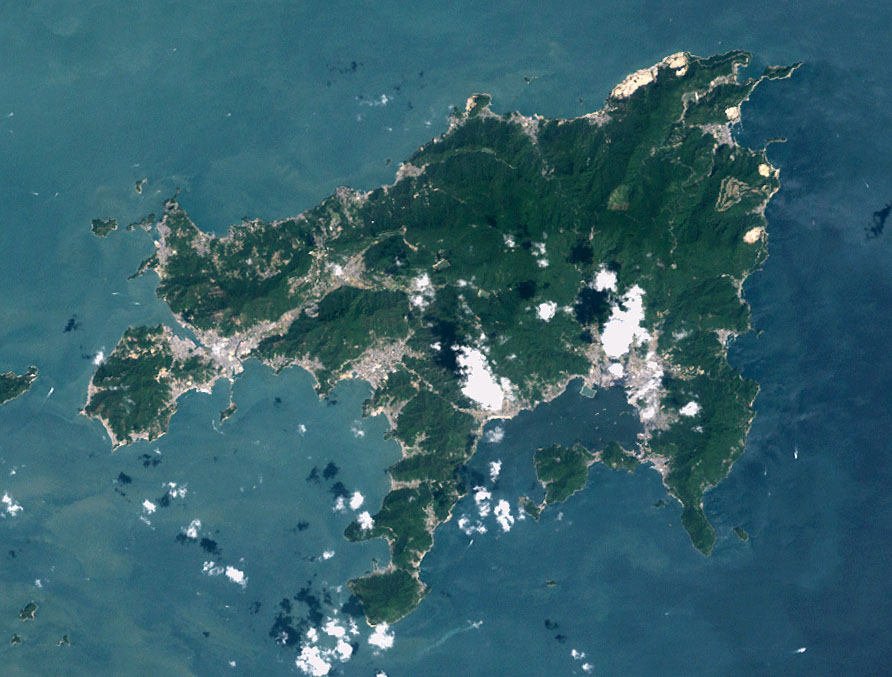

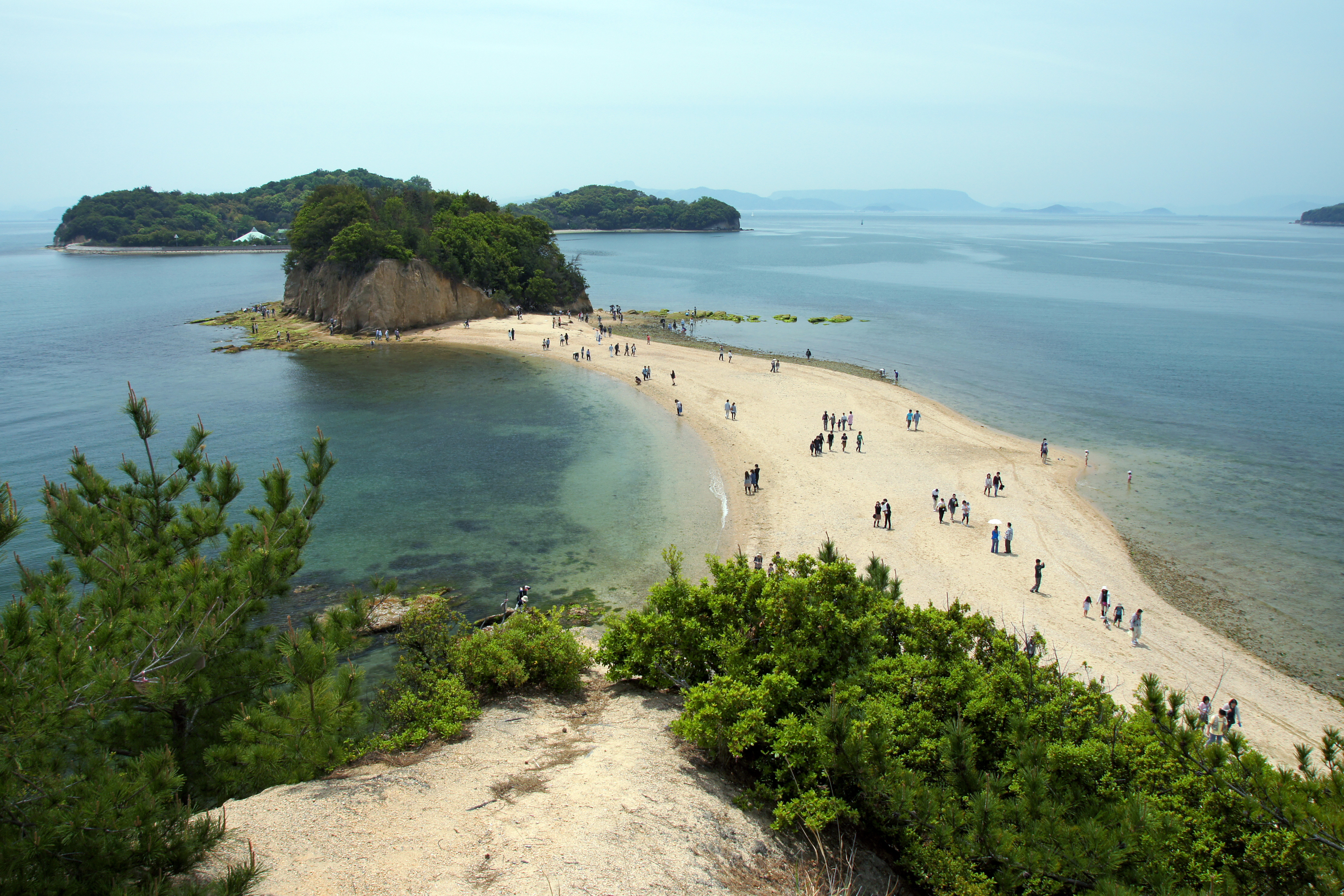

A Ilha Shōdo (小豆島, Shōdoshima) é uma ilha localizada no Mar Interior de Seto do Japão. O nome significa literalmente "Ilha dos  Feijões Pequenos". Há duas vilas na ilha: Tonoshō e Shodoshima, formando o distrito de Shōzu.
A ilha é famosa como o cenário da novela Vinte e Quatro Olhos e suas adaptações em filmes. A ilha foi a primeira área do Japão a cultivar com sucesso oliva, sendo conhecida às vezes como "Olive Island".

## Geografia
Shōdoshima é parte da província de Kagawa e localiza-se no norte da capital Takamatsu. Ela tem uma área de 153,3 km² e uma costa marítima de 126 km. Ela é a 19º maior ilha do Japão e a segunda maior no Mar Interior.
Shōdoshima abriga o Estreito de Dobuchi (土渕海峡, Dobuchi-kaikyō), o estreito mais estreito do mundo, com 9,93 m² em sua parte mais estreita.
Balsas frequentem funcionam da ilha para Takamatsu, Himeji, Teshima e Okayama. Há também balsas para Osaka e Kobe.

## História
Shōdoshima já foi conhecida como Azuki-shima e foi parte da província de Kibi (mais tarde Bizen), que foi anexada à província de Sanuki, posteriormente fazendo parte da província de Kagawa.

## Turismo e cultura
Shōdoshima é um destino popular para o turismo interno do Japão. Além das características naturais como o Estreito de Dobuchi, a Estrada do Anjo, o Parque das Olivas de Shōdoshima e o Kanka Gorge (寒霞渓, Kanka-kei), Shōdoshima é famosa como cenário da novela antiguerra Vinte e Quatro Olhos (二十四の瞳, Nijūshi no Hitomi), escrita pela autora nativa Sakae Tsuboi e transformada em filme por duas vezes (1954 e 1987) bem como um especial de televisão. A ilha é o local de nascimento de dois outros escritores conhecidos: o marido de Sake, o poeta Shigeji Tsuboi, e a novelista e escritora Denji Kuroshima. Todos os três foram participantes importantes do movimento literário proletário, uma corrente importante e politicamente radical na literatura moderna japonesa.
Shōdoshima também é conhecido por suas olivas, molho de soja, macacos selvagens e praias. Além disso, turistas são atraídos pela versão em miniatura dos 88 templos da Peregrinação de Shikoku.
A ilha também é famosa por ser a primeira no Japão a cultivar com sucesso as olivas. Oliveiras proliferam na ilha e o comércio relacionado ao produto é muito popular entre os turistas.

## Ilha irmã

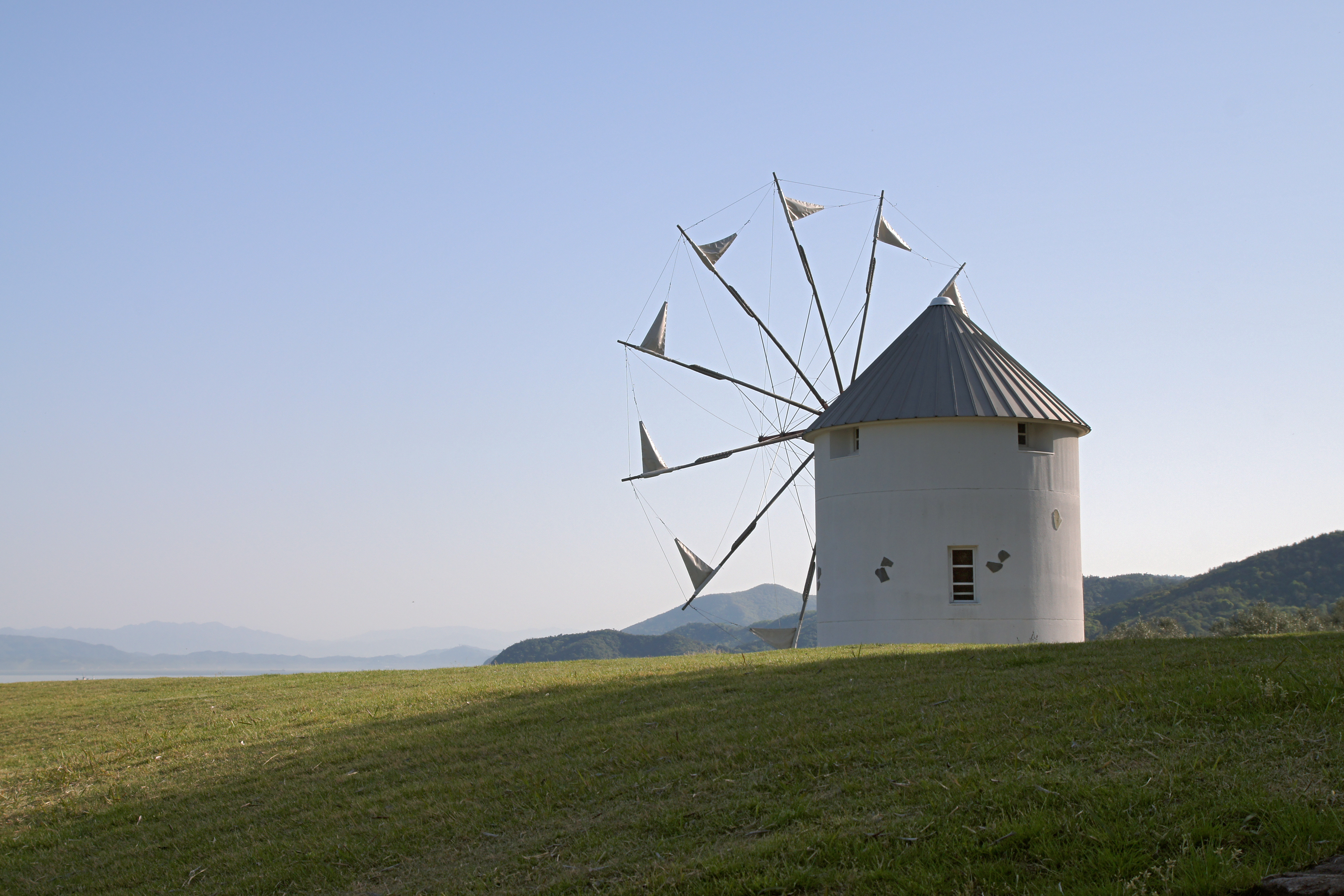
O moinho no Shodoshima Olive Park é um presente de Milos a Ilha de Shōdo

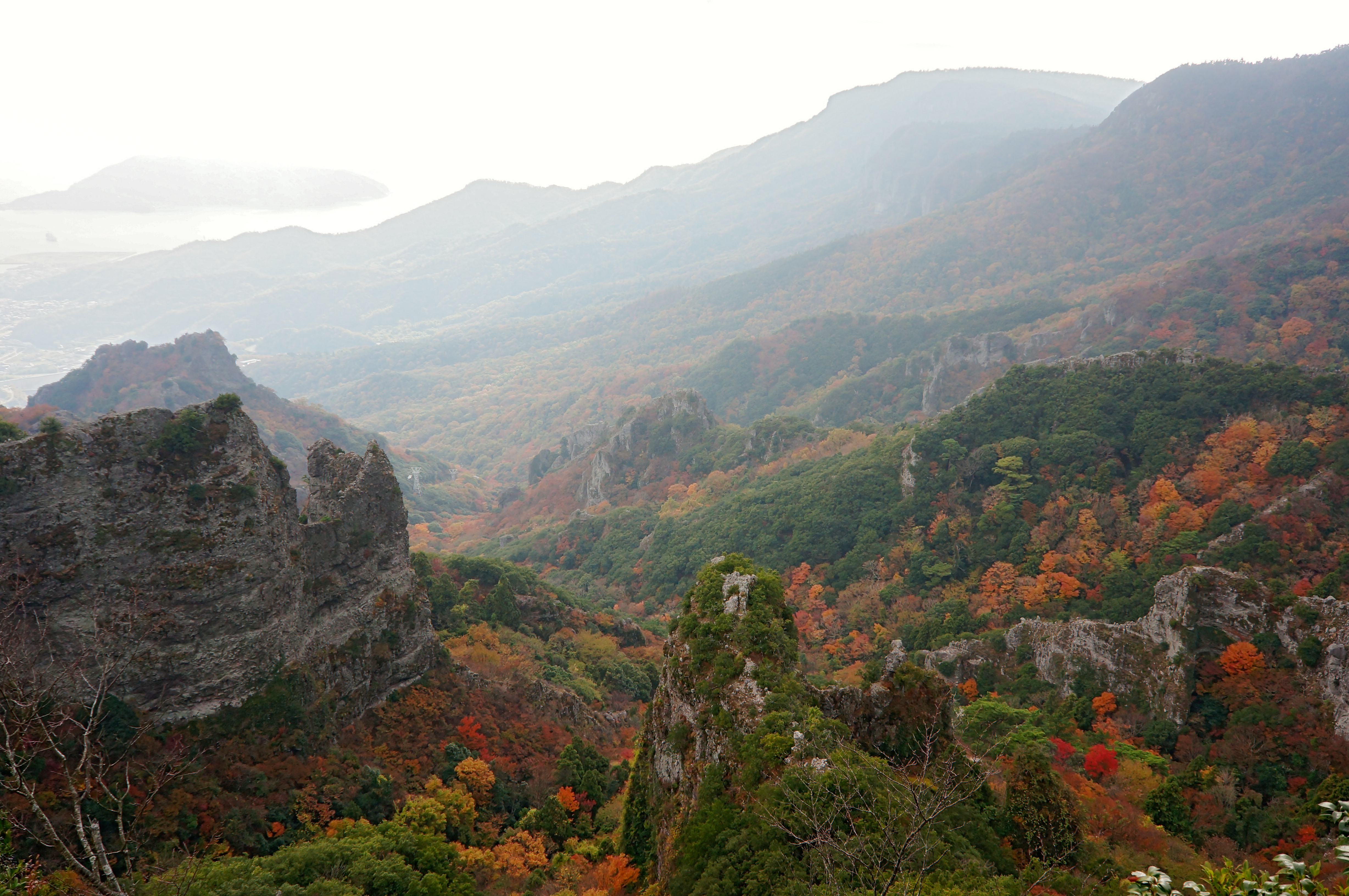
Kankakei

- Milos, Grécia